# Kick (film)
Kick is een Nederlandse korte televisiefilm uit 2001, geregisseerd door Ineke Houtman. De hoofdrollen worden vertolkt door Soweib Ahmadi, Farzin Tavakkoli en Sara Araghinavaz.

## Verhaal
Een in 1994 om politieke redenen naar Nederland gevluchte Iraanse familie raakt in conflict. De vader kan niet aarden en houdt vast aan eigen waarden, terwijl de moeder zich juist aanpast. Hun puberzoon, Amin, probeert los te komen en doet van alles wat niet toegestaan is. De zoon heeft 'foute' vrienden, maar zoekt hulp bij zijn vader na een uit de hand gelopen trip.

## Rolverdeling
| Acteur           | Personage |
| ---------------- | --------- |
| Soweib Ahmadi    |           |
| Farzin Tavakkoli |           |
| Sara Araghinavaz |           |

## Release en ontvangst
Kick ging op 23 september 2001 in première op  het Nederlands Film Festival vooraleer op de Nederlandse televisie vertoond te worden.